# Глен-Флора (Вісконсин)
Глен-Флора (англ. Glen Flora) — селище (англ. village) в США, в окрузі Раск штату Вісконсин. Населення — 100 осіб (2020).

## Географія
Глен-Флора розташований за координатами 45°29′49″ пн. ш. 90°53′37″ зх. д. / 45.49694° пн. ш. 90.89361° зх. д. (45.496957, -90.893479).  За даними Бюро перепису населення США в 2010 році селище мало площу 1,46 км², уся площа — суходіл.

## Демографія
Згідно з переписом 2010 року, у селищі мешкали 92 особи в 41 домогосподарстві у складі 22 родин. Густота населення становила 63 особи/км².  Було 47 помешкань (32/км²).
Расовий склад населення:
| - 98,9 % — білих - 1,1 % — вихідців з тихоокеанських островів |

До двох чи більше рас належало 0,0 %. Частка іспаномовних становила 0,0 % від усіх жителів.
За віковим діапазоном населення розподілялося таким чином: 22,8 % — особи молодші 18 років, 62,0 % — особи у віці 18—64 років, 15,2 % — особи у віці 65 років та старші. Медіана віку мешканця становила 36,8 року. На 100 осіб жіночої статі у селищі припадало 95,7 чоловіків;  на 100 жінок у віці від 18 років та старших — 108,8 чоловіків також старших 18 років.
За межею бідності перебувало 32,9 % осіб, у тому числі 21,7 % дітей у віці до 18 років та 40,0 % осіб у віці 65 років та старших.
Цивільне працевлаштоване населення становило 25 осіб. Основні галузі зайнятості: виробництво — 32,0 %, роздрібна торгівля — 16,0 %, публічна адміністрація — 8,0 %, інформація — 8,0 %.